# Leemslagenplas
Leemslagenplas ten westen van Almelo is ontstaan door zand- en grindwinning.
Het zand dat hier gewonnen is, is gebruikt bij de aanleg van de wijk Windmolenbroek. Sinds 2001 ligt er geen zandzuiger meer in de plas.
Het gebied is afgesloten voor publiek, maar de plas wordt gebruikt voor duikactiviteiten van duikvereniging Galathea. In 2004 is de Urker kotter UK269 door de duikvereniging in de plas afgezonken als duikobject. Deze kotter maakt deel uit van een onderwaterparcours dat is uitgezet. Tien jaar later kwam daar het wrak van UK-JE als duikobject bij. Ook de Almelose brandweer heeft een object afgezonken voor oefeningen; een auto. De plas is eigendom van de gemeente Almelo en de directe omgeving is beschermd natuurgebied. Diepte kan oplopen tot 30 meter en door de zandwinning zijn er steile wanden ontstaan.